# Campionato mondiale femminile under 17 di pallavolo
Il campionato mondiale femminile under 17 di pallavolo è una competizione pallavolistica per squadre nazionali, riservata a giocatrici con un'età inferiore di 17 anni, organizzata con cadenza biennale dalla FIVB.

## Edizioni
| Edizione      | Edizione      | Podio    | Podio    | Podio  |
| Anno          | Organizzatore | Campione | Seconda  | Terza  |
| ------------- | ------------- | -------- | -------- | ------ |
| 2024 Dettagli | Perù          | Cina     | Giappone | Italia |

## Medagliere
| Pos. | Squadra  | 1º posto | 2º posto | 3º posto | Totale |
| ---- | -------- | -------- | -------- | -------- | ------ |
| 1    | Cina     | 1        | -        | -        | 1      |
| 2    | Giappone | -        | 1        | -        | 1      |
| 3    | Italia   | -        | -        | 1        | 1      |